# William A. Stein
William Arthur Stein, né le 21 février 1974 à Santa Barbara en Californie, est un développeur et ancien professeur de mathématiques à l'Université de Washington.
Il est le principal développeur du logiciel SageMath et fondateur de CoCalc. Stein travail également sur le problème du calcul avec des formes modulaires ainsi que sur la conjecture de Birch et Swinnerton-Dyer. Il est considéré comme « un expert de premier plan dans le domaine de l'arithmétique computationnelle ».